# Isidoro Meschi
Don Isidoro Meschi (Merate, 7 giugno 1945 – Busto Arsizio, 14 febbraio 1991) è stato un presbitero e giornalista italiano. Fu ucciso per mano di un giovane disagiato di cui si prendeva cura da anni.

## Biografia
Nacque a Merate, in provincia di Lecco. All'età di tre mesi rischiò di morire per gravi problemi intestinali.
In prima elementare la maestra lo introdusse al Vangelo, ed egli ne fu molto colpito, al punto che per Natale, invece che giocattoli, si fece regalare il Nuovo Testamento, insieme alla storia di san Francesco d'Assisi. Fin da bambino aveva manifestato la volontà di entrare in seminario, che lo accolse all'età di 14 anni, il 1º ottobre 1959.
Il 28 giugno 1969 fu ordinato presbitero dal cardinale Giovanni Colombo.
Dal 1969 al 1972 ricoprì la carica di vicerettore del seminario arcivescovile di Venegono Inferiore. Quello stesso anno venne mandato a Busto Arsizio, città nella quale ricoprì numerosi incarichi (tra i quali quello di docente nel liceo classico Daniele Crespi) e promosse diverse iniziative. Tra il 1978 e il 1983 fu direttore dell'edizione dell'Altomilanese del settimanale Luce. A metà degli anni '80 fu tra i fondatori dell'associazione Marco Riva di Busto Arsizio, che nacque come centro di ascolto e divenne, nel 1987, una comunità per tossicodipendenti.
Nel 1990 fu nominato coadiutore della nuova parrocchia di San Giuseppe, in aiuto al parroco don Giuseppe Ravazzani.
Don Isidoro trascorse la sua esistenza nella più assoluta povertà materiale, tanto che quando venne ricoverato in ospedale in seguito ad un incidente si trovò sprovvisto del pigiama, che aveva regalato ad un barbone. Anche quando venne deposto nella bara non si riuscì a trovare un abito senza qualche rattoppo. La sua dieta era molto rigida e ridotta al minimo indispensabile. Non solamente rifiutava di usare per sé le sue piccole entrate, ma addirittura impediva che gli si facessero regali. La sua unica ricchezza era Gesù Cristo. Per questo, nella sua giornata, era indispensabile la preghiera. Era severo con sé stesso e indulgente con gli altri. Insegnava a non giudicare le persone ma a perdonarle, consigliava di non far niente al fine di essere ricompensati, ma di ringraziare chi fornisce l'opportunità di dare. Non si prendeva mai giorni di vacanza, e quando qualcuno lo faceva notare lui rispondeva: "Non posso: c'è sempre qualcheduno che ha bisogno del mio aiuto". Era sempre disponibile per tutti e proprio per questo suo atteggiamento la sorella gli ripeteva spesso: "Lolo, chi ha la fortuna di conoscerti non può dire di non aver conosciuto Gesù".
La notte del 14 febbraio 1991 don Isidoro si trovava alla Marco Riva per i consueti incontri con gli ospiti della comunità. Maurizio Debiaggi, giovane con gravi problemi psichici che era stato anche suo collaboratore per il settimanale Luce, uscì di casa dicendo alla madre che avrebbe dovuto "regolare i conti con il prete", cosa che indusse la stessa madre a telefonare a don Isidoro per avvertirlo. Quando il giovane suonò al portale, don Isidoro gli aprì senza timore. Maurizio Debiaggi però cominciò a gridare ed estrasse un coltello. Invece di cercare la fuga, don Isidoro cercò di farlo ragionare ma il ragazzo lo pugnalò al cuore. Sembrava sapesse di dover morire dato che qualche mese prima aveva scritto il suo testamento. Morì sulla macchina che lo portava all'ospedale.
Al suo funerale parteciparono 150 sacerdoti e l'allora arcivescovo della diocesi di Milano, il cardinale Carlo Maria Martini, il quale lo ricordò paragonandolo ad un santo: "Chissà che egli non diventi un giorno un segno per tutta la Chiesa, facendo parte della santità della Chiesa. Perché è santità di un prete che ha vissuto santamente la sua vita, di un prete generoso che non ha risparmiato per nulla la sua vita, e che ha rischiato fino in fondo per amare come Gesù".

## Riconoscimenti
A don Isidoro sono stati intitolati una via nella città di Busto Arsizio, un centro di ascolto della Caritas Italiana a Busto Arsizio ed un centro residenziale e diurno per persone affette da AIDS a Tabiago di Nibionno, in provincia di Lecco. Proprio a Nibionno è stato istituito il Premio letterario "Isidoro Meschi".
A distanza di dieci anni dalla morte il cardinale Carlo Maria Martini celebrò una santa Messa in ricordo di don Isidoro nella chiesa parrocchiale di San Giovanni di Busto Arsizio. La città mantiene il suo ricordo e ogni anno, in occasione di san Valentino, viene fatto un concerto in sua memoria.